# Anopheles pullus
Anopheles pullus este o specie de țânțari din genul Anopheles, descrisă de Yamada în anul 1937. Conform Catalogue of Life specia Anopheles pullus nu are subspecii cunoscute.